# Qatar Ladies Open 2014 - Qualificazioni singolare
Le qualificazioni del singolare del Qatar Ladies Open 2014 sono state un torneo di tennis preliminare per accedere alla fase finale della manifestazione. I vincitori dell'ultimo turno sono entrati di diritto nel tabellone principale. In caso di ritiro di uno o più giocatori aventi diritto a questi sono subentrati i lucky loser, ossia i giocatori che hanno perso nell'ultimo turno ma che avevano una classifica più alta rispetto agli altri partecipanti che avevano comunque perso nel turno finale.

## Giocatrici

### Teste di serie
1. Cvetana Pironkova (qualificata)
2. Hsieh Su-wei (qualificata)
3. Nadia Petrova (qualificata)
4. Petra Martić (qualificata)
5. Mirjana Lučić-Baroni (qualificata)
6. Zarina Dijas  (primo turno, ritirato)
7. Alla Kudrjavceva (qualificata)
8. Maryna Zanevs'ka (qualificata)

1. Tadeja Majerič (ultimo turno)
2. Vera Duševina  (primo turno)
3. Claire Feuerstein (ultimo turno)
4. Aleksandra Panova (primo turno)
5. Petra Cetkovská (qualificata)
6. Mathilde Johansson (ultimo turno)
7. Alexandra Dulgheru (ultimo turno)
8. Kristýna Plíšková (ultimo turno)

### Qualificate
1. Cvetana Pironkova
2. Hsieh Su-wei
3. Nadia Petrova
4. Petra Martić

1. Mirjana Lučić-Baroni
2. Petra Cetkovská
3. Alla Kudrjavceva
4. Maryna Zanevs'ka

## Tabellone qualificazioni

### 1ª sezione
|  | Primo Turno | Primo Turno        | Primo Turno        | Primo Turno | Primo Turno |  |  | Ultimo Turno | Ultimo Turno       | Ultimo Turno | Ultimo Turno | Ultimo Turno |  |
|  |             |                    |                    |             |             |  |  |              |                    |              |              |              |  |
|  | 1           | Cvetana Pironkova  | Cvetana Pironkova  | 6           | 6           |  |  |              |                    |              |              |              |  |
|  |             | Vitalija D'jačenko | Vitalija D'jačenko | 2           | 3           |  |  | 1            | Cvetana Pironkova  | 6            | 7            |              |  |
|  |             | Kristina Barrois   | Kristina Barrois   | 4           | 4           |  |  | 15           | Alexandra Dulgheru | 2            | 5            |              |  |
|  | 15          | Alexandra Dulgheru | Alexandra Dulgheru | 6           | 6           |  |  |              |                    |              |              |              |  |

#### 2ª sezione
|  | Primo Turno | Primo Turno       | Primo Turno       | Primo Turno | Primo Turno |  |  | Ultimo Turno | Ultimo Turno   | Ultimo Turno | Ultimo Turno | Ultimo Turno |  |
|  |             |                   |                   |             |             |  |  |              |                |              |              |              |  |
|  | 2           | Hsieh Su-wei      | Hsieh Su-wei      | 6           | 6           |  |  |              |                |              |              |              |  |
|  | WC          | Laura Thorpe      | Laura Thorpe      | 2           | 4           |  |  | 2            | Hsieh Su-wei   | 6            | 6            |              |  |
|  |             | Ekaterina Byčkova | Ekaterina Byčkova | 2           | 3           |  |  | 9            | Tadeja Majerič | 1            | 4            |              |  |
|  | 9           | Tadeja Majerič    | Tadeja Majerič    | 6           | 6           |  |  |              |                |              |              |              |  |

#### 3ª sezione
|  | Primo Turno | Primo Turno         | Primo Turno         | Primo Turno | Primo Turno |  |  | Ultimo Turno | Ultimo Turno        | Ultimo Turno | Ultimo Turno | Ultimo Turno |  |
|  |             |                     |                     |             |             |  |  |              |                     |              |              |              |  |
|  | 3           | Nadia Petrova       | Nadia Petrova       | 6           | 6           |  |  |              |                     |              |              |              |  |
|  | WC          | Marta Domachowska   | Marta Domachowska   | 3           | 3           |  |  | 3            | Nadia Petrova       | 6            | 6            |              |  |
|  |             | Julija Bejhel'zymer | Julija Bejhel'zymer | 6           | 6           |  |  |              | Julija Bejhel'zymer | 3            | 3            |              |  |
|  | 10          | Vera Duševina       | Vera Duševina       | 3           | 0           |  |  |              |                     |              |              |              |  |

#### 4ª sezione
|  | Primo Turno | Primo Turno       | Primo Turno       | Primo Turno | Primo Turno |  |  | Ultimo Turno | Ultimo Turno      | Ultimo Turno | Ultimo Turno | Ultimo Turno |  |
|  |             |                   |                   |             |             |  |  |              |                   |              |              |              |  |
|  | 4           | Petra Martić      | Petra Martić      | 6           | 7           |  |  |              |                   |              |              |              |  |
|  |             | Arina Rodionova   | Arina Rodionova   | 4           | 62          |  |  | 4            | Petra Martić      | 5            | 6            | 6            |  |
|  | WC          | Iryna Burjačok    | Iryna Burjačok    | 1           | 2           |  |  | 16           | Kristýna Plíšková | 7            | 4            | 4            |  |
|  | 16          | Kristýna Plíšková | Kristýna Plíšková | 6           | 6           |  |  |              |                   |              |              |              |  |

#### 5ª sezione
|  | Primo Turno | Primo Turno          | Primo Turno          | Primo Turno | Primo Turno |  |  | Ultimo Turno | Ultimo Turno         | Ultimo Turno | Ultimo Turno | Ultimo Turno |  |
|  |             |                      |                      |             |             |  |  |              |                      |              |              |              |  |
|  | 5           | Mirjana Lučić-Baroni | Mirjana Lučić-Baroni | 7           | 6           |  |  |              |                      |              |              |              |  |
|  |             | Kristína Kučová      | Kristína Kučová      | 5           | 4           |  |  | 5            | Mirjana Lučić-Baroni | 6            | 6            |              |  |
|  |             | Danka Kovinić        | Danka Kovinić        | 6           | 6           |  |  |              | Danka Kovinić        | 4            | 4            |              |  |
|  | 12          | Aleksandra Panova    | Aleksandra Panova    | 3           | 3           |  |  |              |                      |              |              |              |  |

#### 6ª sezione
|  | Primo Turno | Primo Turno          | Primo Turno          | Primo Turno | Primo Turno |  |  | Ultimo Turno | Ultimo Turno         | Ultimo Turno | Ultimo Turno | Ultimo Turno |  |
|  |             |                      |                      |             |             |  |  |              |                      |              |              |              |  |
|  | 6           | Zarina Dijas         | Zarina Dijas         | 6           | 2r          |  |  |              |                      |              |              |              |  |
|  |             | Anastasija Rodionova | Anastasija Rodionova | 7           | 3           |  |  |              | Anastasija Rodionova | 2            | 0r           |              |  |
|  | WC          | Michaela Hončová     | Michaela Hončová     | 0           | 2           |  |  | 13           | Petra Cetkovská      | 6            | 3            |              |  |
|  | 13          | Petra Cetkovská      | Petra Cetkovská      | 6           | 6           |  |  |              |                      |              |              |              |  |

#### 7ª sezione
|  | Primo Turno | Primo Turno            | Primo Turno      | Primo Turno | Primo Turno |  |  | Ultimo Turno | Ultimo Turno      | Ultimo Turno | Ultimo Turno | Ultimo Turno |  |
|  |             |                        |                  |             |             |  |  |              |                   |              |              |              |  |
|  | 7           | Alla Kudrjavceva       | Alla Kudrjavceva | 6           | 6           |  |  |              |                   |              |              |              |  |
|  |             | Duan Yingying          | Duan Yingying    | 2           | 4           |  |  | 7            | Alla Kudrjavceva  | 6            | 6            |              |  |
|  |             | Arantxa Parra Santonja | 6                | 5           | 3           |  |  | 11           | Claire Feuerstein | 2            | 2            |              |  |
|  | 11          | Claire Feuerstein      | 1                | 7           | 6           |  |  |              |                   |              |              |              |  |

#### 8ª sezione
|  | Primo Turno | Primo Turno        | Primo Turno      | Primo Turno | Primo Turno |  |  | Ultimo Turno | Ultimo Turno       | Ultimo Turno | Ultimo Turno | Ultimo Turno |  |
|  |             |                    |                  |             |             |  |  |              |                    |              |              |              |  |
|  | 8           | Maryna Zanevs'ka   | Maryna Zanevs'ka | 6           | 6           |  |  |              |                    |              |              |              |  |
|  |             | Alberta Brianti    | Alberta Brianti  | 2           | 2           |  |  | 8            | Maryna Zanevs'ka   | 6            | 7            | 6            |  |
|  |             | Eva Birnerová      | 6                | 2           | 2           |  |  | 14           | Mathilde Johansson | 7            | 68           | 3            |  |
|  | 14          | Mathilde Johansson | 4                | 6           | 6           |  |  |              |                    |              |              |              |  |